# West and St Columba’s Parish Church

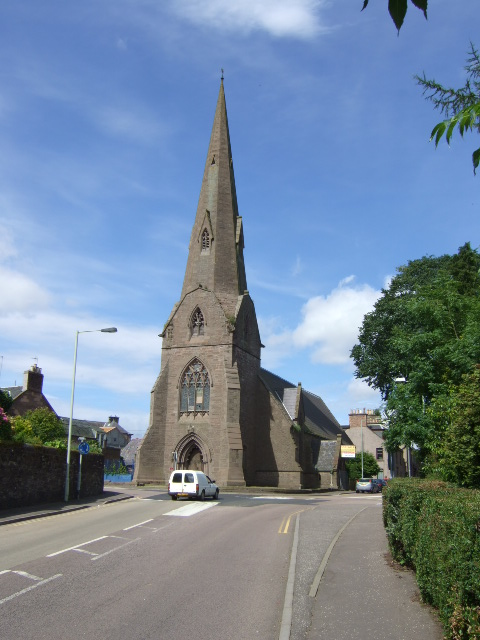
West and St Columba’s Parish Church

Die West and St Columba’s Parish Church ist ein Kirchengebäude in der schottischen Kleinstadt Brechin in der Council Area Angus. 1971 wurde das Bauwerk in die schottischen Denkmallisten in der höchsten Denkmalkategorie A aufgenommen. Des Weiteren bildet es mit verschiedenen umliegenden Gebäuden ein Denkmalensemble der Kategorie B.

## Geschichte
Das Kirchengebäude wurde im Jahre 1856 errichtet. Für die Planung zeichnen J. W. Hay und J. M. Hay verantwortlich. Die von Thomas Martin Cappon entworfene Gemeindehalle wurde im Jahre 1897 ergänzt. Die im Laufe des 20. Jahrhunderts obsolet gewordene Kirche wurde an eine Baptistengemeinde verkauft, die sie eine Zeitlang als East Church nutzte. Seit etwa 2004 steht das Gebäude leer. 2008 wurde das Gebäude in das Register gefährdeter denkmalgeschützter Bauwerke in Schottland eingetragen. 2016 wurde sein Zustand als verhältnismäßig gut bei gleichzeitig moderater Gefährdung eingestuft.

## Beschreibung
Das Kirchengebäude steht an der Einmündung der Panmure Street in die Southesk Street (A935) im Zentrum von Brechin. Das elaborierte neogotische Bruchsteinbauwerk ist im Decorated Style ausgestaltet. An der Südfassade ist der Saalkirche der Glockenturm vorgelagert. Im Unterschied ist dieser mit Steinquadern unterschiedlicher Größe ausgeführt, die zu einem Schichtenmauerwerk verbaut wurden. Entlang seiner Kanten ziehen sich gestufte Strebepfeiler. Am Fuße befindet sich das Spitzbogenportal mit profilierter Archivolte. Darüber ist ein weites, vierteiliges Maßwerk eingelassen. Der sich verjüngende Turm schließt mit einem spitzen, oktogonalen Helm mit verdachten Lukarnen. Die straßenseitige Ostfassade ist mit vier, die Westfassade mit fünf spitzbogigen Maßwerken ausgeführt.